# Pseudomeloe guttulatus
Pseudomeloe guttulatus es una especie de coleóptero de la familia Meloidae.

## Distribución geográfica
Habita en Tucumán (Argentina).